# Municipio de Xenia (Ohio)
El municipio de Xenia (en inglés: Xenia Township) es un municipio ubicado en el condado de Greene en el estado estadounidense de Ohio. En el año 2010 tenía una población de 6537 habitantes y una densidad poblacional de 57,47 personas por km².

## Geografía
El municipio de Xenia se encuentra ubicado en las coordenadas 39°44′41″N 83°56′55″O / 39.74472, -83.94861. Según la Oficina del Censo de los Estados Unidos, el municipio tiene una superficie total de 113.75 km², de la cual 113.02 km² corresponden a tierra firme y (0.65%) 0.74 km² es agua.

## Demografía
Según el censo de 2010, había 6537 personas residiendo en el municipio de Xenia. La densidad de población era de 57,47 hab./km². De los 6537 habitantes, el municipio de Xenia estaba compuesto por el 65.44% blancos, el 30.98% eran afroamericanos, el 0.37% eran amerindios, el 0.34% eran asiáticos, el 0.03% eran isleños del Pacífico, el 0.37% eran de otras razas y el 2.48% pertenecían a dos o más razas. Del total de la población el 1.25% eran hispanos o latinos de cualquier raza.